# Desa Cidahu (administrativ by i Indonesien, lat -6,98, long 108,65)
Desa Cidahu är en administrativ by i Indonesien.   Den ligger i provinsen Jawa Barat, i den västra delen av landet, 220 km öster om huvudstaden Jakarta.